# Campeonato Europeo de Gimnasia Rítmica
El Campeonato Europeo de Gimnasia Rítmica es la máxima competición a nivel europeo en la gimnasia rítmica. Es organizado por la Unión Europea de Gimnasia (UEG) desde 1978. Hasta 1992 se realizaba cada año par, actualmente cada año.

## Ediciones
| Núm.    | Año  | Sede            | País            |
| ------- | ---- | --------------- | --------------- |
| I       | 1978 | Madrid          | España          |
| II      | 1980 | Ámsterdam       | Países Bajos    |
| III     | 1982 | Stavanger       | Noruega         |
| IV      | 1984 | Viena           | Austria         |
| V       | 1986 | Florencia       | Italia          |
| VI      | 1988 | Helsinki        | Finlandia       |
| VII     | 1990 | Gotemburgo      | Suecia          |
| VIII    | 1992 | Stuttgart       | Alemania        |
| IX      | 1993 | Bucarest        | Rumania         |
| X       | 1994 | Salónica        | Grecia          |
| XI      | 1995 | Praga           | República Checa |
| XII     | 1996 | Asker           | Noruega         |
| XIII    | 1997 | Patras          | Grecia          |
| XIV     | 1998 | Matosinhos      | Portugal        |
| XV      | 1999 | Budapest        | Hungría         |
| XVI     | 2000 | Zaragoza        | España          |
| XVII    | 2001 | Ginebra         | Suiza           |
| XVIII   | 2002 | Granada         | España          |
| XIX     | 2003 | Riesa           | Alemania        |
| XX      | 2004 | Kiev            | Ucrania         |
| XXI     | 2005 | Moscú           | Rusia           |
| XXII    | 2006 | Moscú           | Rusia           |
| XXIII   | 2007 | Bakú            | Azerbaiyán      |
| XXIV    | 2008 | Turín           | Italia          |
| XXV     | 2009 | Bakú            | Azerbaiyán      |
| XXVI    | 2010 | Bremen          | Alemania        |
| XXVII   | 2011 | Minsk           | Bielorrusia     |
| XXVIII  | 2012 | Nizhni Nóvgorod | Rusia           |
| XXIX    | 2013 | Viena           | Austria         |
| XXX     | 2014 | Bakú            | Azerbaiyán      |
| XXXI    | 2015 | Minsk           | Bielorrusia     |
| XXXII   | 2016 | Jolón           | Israel          |
| XXXIII  | 2017 | Budapest        | Hungría         |
| XXXIV   | 2018 | Guadalajara     | España          |
| XXXV    | 2019 | Bakú            | Azerbaiyán      |
| XXXVI   | 2020 | Kiev            | Ucrania         |
| XXXVII  | 2021 | Varna           | Bulgaria        |
| XXXVIII | 2022 | Tel Aviv        | Israel          |
| XXXIX   | 2023 | Bakú            | Azerbaiyán      |
| XL      | 2024 | Budapest        | Hungría         |
| XLI     | 2025 | Tallin          | Estonia         |
| XLII    | 2026 | Varna           | Bulgaria        |